# Odontamblyopus lacepedii
Odontamblyopus lacepedii es una especie de peces de la familia de los Gobiidae en el orden de los Perciformes.

## Morfología
Los machos pueden llegar a alcanzar los 30,3 cm de longitud total.
- Número de  vértebras: 30-34.[1][2]

## Alimentación
Come bivalvos, crustáceos, cefalópodos

## Hábitat
Es un pez de clima subtropical y bentopelágico

## Distribución geográfica
Se encuentra en el Japón, Corea, la China (incluyendo Hong Kong) y Taiwán.

## Observaciones
Es inofensivo para los humanos.